# Жилой дом А. А. Матвеева
Жило́й дом А. А. Матве́ева — здание в Железнодорожном районе Новосибирска, построенное в 1917 году. Памятник архитектуры регионального значения.

## Описание
Двухэтажное смешанное здание было построено в 1917 году на участке № 5 в квартале № 25 Вокзальной части города и принадлежало А. А. Матвееву.
Дом расположен в глубине квартала. Главный юго-западный фасад ранее выходил на красную линию Красноярской улицы, исторический фронт застройки которой со временем был фактически утрачен. С северо-восточной стороны к основному объёму примыкает пристройка.
Здание стоит на кирпичных ленточных фундаментах. Четырёхскатная крыша стропильной конструкции с двумя слуховыми окнами покрыта железом. Перекрытия дома деревянные.
Первый этаж кирпичный, второй составляют полукруглые брёвна, рубленные «в обло» и обшитые профилированной доской (за исключением северного фасада). Врубки скрыты за вертикальными досками.
Углы и парадный вход главного фасада декорированы рустованными пилястрами. Цоколь и междуэтажный пояс украшен двурядным и шестирядным поребриками. Окна первого этажа с лучковым завершением обрамлены наличниками с замковым камнем.
Плоскости стен дворового фасада с лаконично оформленными окнами и междуэтажным поясом разбиты гладкими лопатками по вертикали.
В деревянном декоре второго этажа использованы традиции народных мастеров: поддерживаемый прорезными декоративными кронштейнами выносной карниз и лента фриза выполнены в технике пропильной резьбы. Наличники увенчаны короной растительного орнамента, также изготовленной в технике пропильной резьбы, и украшены токарными элементами по боковым доскам.